# Habsburg–Lotaringiai Mária Annunciáta főhercegnő
Habsburg–Lotaringiai Mária Annunciáta főhercegnő (Erzherzogin Maria Annunziata Adelheid Theresia Michaela Karoline Luise Pia Ignatia von Österreich) (Reichenau, Alsó-Ausztria, 1876. július 31. – Vaduz, Liechtenstein, 1961. április 8.) osztrák főhercegnő, Károly Lajos főherceg leánya, Ferenc Ferdinánd trónörökös húga, Károly császár és király nagynénje, a prágai Szent Teréz apácakolostor főapátnője.

## Élete

### Származása
Mária Annunciáta főhercegnő édesapja Habsburg–Lotaringiai Károly Lajos főherceg (1833–1896), I. Ferenc József császár és király öccse, édesanyja a főherceg harmadik felesége, Mária Terézia portugál infánsnő (1855–1944), I. Mihály portugál király és Adelheid Zsófia löwenstein–wertheim–rosenbergi hercegnő leánya volt. Az 1873-ban a Majna-menti Kleinheubachban, a Löwenstein-Wertheim-Rosenberg hercegség székhelyén, anyjának szülővárosában kötött házasságból két leány született:
- Mária Annunciáta főhercegnő (1876–1961), aki apja második, elhunyt feleségének keresztneveit kapta, de a családban csak „Miana”-nak hívták, és
- Erzsébet Amália főhercegnő (1878–1960), aki Aloys (Alajos) von und zu Liechtenstein herceghez ment feleségül, az ő fiuk lett II. Ferenc József, Liechtenstein uralkodó hercege.

Károly Lajos főherceg második házasságából, amelyet Mária Annunciáta nápoly–szicíliai királyi hercegnővel (1842–1871), II. Ferdinánd nápoly–szicíliai király (1810–1859) leányával kötött, négy gyermek született, Mária Annunciáta főhercegnő féltestvérei:
- Ferenc Ferdinánd főherceg (1863–1914), az Osztrák–Magyar Monarchia trónörököse, 1914-es meggyilkolásáig.
- Ottó Ferenc főherceg (1865–1906), későbbi gúnynevén „a szép Ottó”, akinek fiából, Károly főhercegből (1887–1922) I. Károly néven osztrák császár, IV. Károly néven magyar, III. Károly néven cseh király lett.
- Ferdinánd Károly főherceg (1868–1915), aki 1911-től a Ferdinand Burg polgári néven élt.
- Margit Zsófia főhercegnő (1870–1902), aki Albrecht württembergi herceghez ment feleségül.

### Főapátnő Prágában (1894–1918)

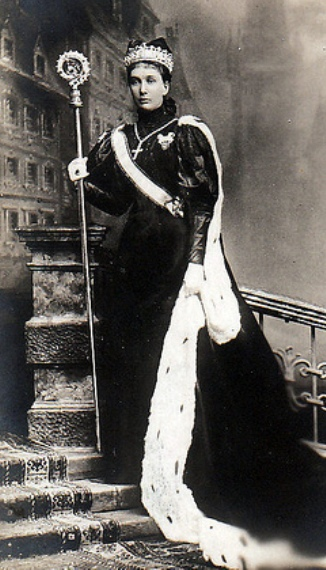
Főapátnói díszruhában (fényképész: Jindřich Eckert, 1885 k.)

Mária Annunciáta 1894-ben unokanővérétől, Karolina Mária főhercegnőtől (1869–1945) átvette a prágai Hradzsinban lévő Szent Teréz nemesi apácakolostor apátnői hivatalát. Később ő lett e kolostor főapátnője („Äbtissin des k.u.k. Theresianischen adeligen Damenstifts ob dem Prager Schlosses”). Az apátságot Mária Terézia császárné alapította 1755-ben. A kolostor főapátnője 1766-tól kezdve egyházfejedelmi méltóságot viselt, amely magas jövedelemmel és csak időszakonként végzendő hivatalos feladatokkal járt. 1791-től a főapátnőre ruházták a cseh királynék megkoronázásának jogát. A prágai Szent Teréz kolostor főapátnő-fejedelemasszonya Csehországban (a császári házon kívül) a második legmagasabb hivatali rangot jelentette a kancellár mögött. Mária Annunciáta főhercegnő 1918-ig, a Monarchia felbomlásáig viselte ezt a méltóságot.
Miután Erzsébet császárné és királyné gyilkosság áldozata lett, az özvegy Ferenc József a bécsi udvar hivatalos eseményeinek középpontjába állította magas rangú unokahúgát, Mária Annunciáta főhercegnőt, Ferenc Ferdinánd trónörökös húgát, ő került a bécsi uralkodóház „First Lady”-jének szerepébe. (Ferenc Ferdinánd trónörökös rangon aluli feleségét, Chotek Zsófia grófnőt az uralkodócsalád tagjai lenézték, mellőzték).

### Rövid jegyessége

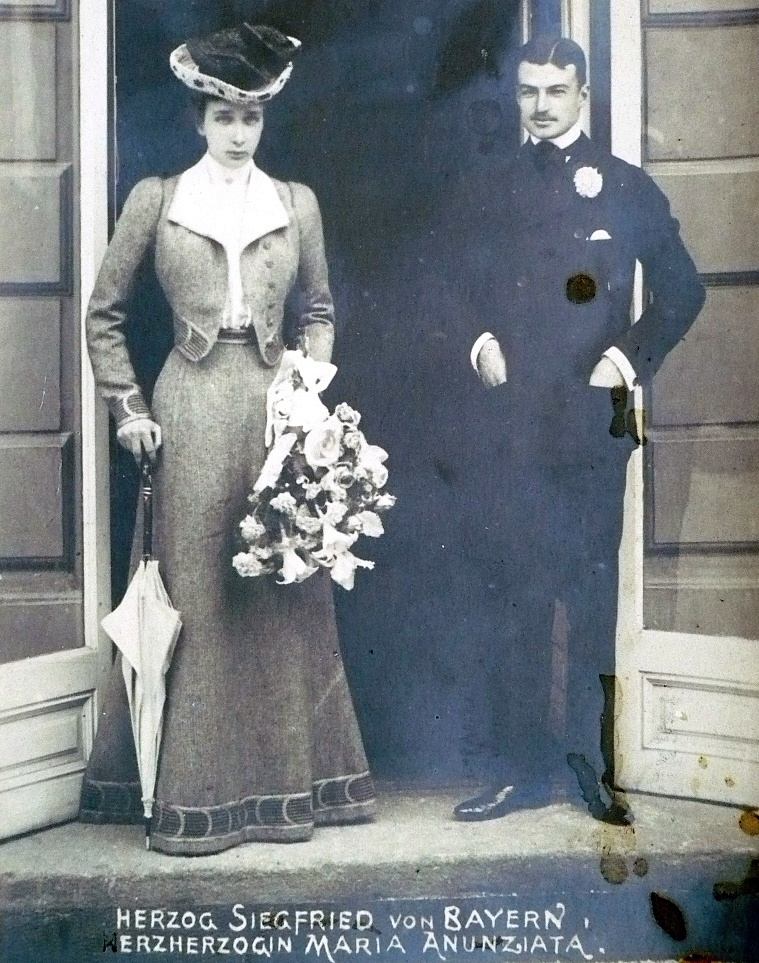
Vőlegényével, Siegfried herceggel (1902)

1902-ben rövid ideig jegyben járt Siegfried bajor herceggel (Herzog Siegfried in Bayern), Miksa Emánuel bajor hercegnek (Herzog Max Emanuel in Bayern), Erzsébet császárné és királyné egyik öccsének fiával. Egy közös angliai utazást követően azonban Mária főhercegnő felbontotta eljegyzését, mert vőlegényén – aki három évvel korábban, 1899. június 23-án egy lovasbalesetben elszenvedett súlyos fejsérülésből épült fel – elmezavar tüneteit tapasztalta.
Mária Annunciátának tevékeny része volt abban, hogy „összehozza” unokaöccse, Károly főherceg, a későbbi Károly császár és unokatestvére, Zita Bourbon–pármai hercegnő házasságát 1911-ben. Ettől fogva a főhercegnő Zita családjával élt, a későbbi száműzetés első éveiben is együtt maradtak.

### Utolsó évei
Mária Annunciáta nem ment férjhez, gyermeke sem született. Élete utolsó éveit Vaduzban töltötte húgánál, Erzsébet Amália főhercegnőnél. Itt hunyt el 1961. április 8-án, 84 éves korában. Vaduzban, a liechtensteini nagyhercegek kriptájában (Fürstengruft) van eltemetve.